# Bengt Fahlström
Bengt Mikael Fahlström, född 28 augusti 1938 i Lund, död 23 februari 2017 i Sankt Petri distrikt i Malmö, var en svensk journalist och TV-producent. 

## Biografi
Fahlström växte upp på ön Ven med fyra syskon; han var son till prästen Göran Fahlström och folkskolläraren Berit Lundholm.
Bengt Fahlström var filosofie magister och arbetade som lärare innan han blev journalist. Han fick 1979 det stora journalistpriset för TV-programmet Barnjournalen, som han framgångsrikt ledde 1972–1988. Fahlström sade upp sig från SVT 1996. Hans sista program hette På återseende. Därefter utgav han fem olika spelböcker, bland annat Vinn på V75! med Bengt Fahlström.
Han var gift två gånger, första gången 1985–1991 med Sofia Karczmarska (född 1955) och andra gången 1992–1995 med Katarzyna Krzyzanowska (född 1972), båda från Polen. Fahlström har en dotter (född 1980) och en son (född 1987) i första äktenskapet. Han är begravd på Västra Skrävlinge kyrkogård.